# Martyn Brabbins
Martyn Brabbins (* 13. August 1959) ist ein englischer Dirigent.

## Leben und Wirken
Brabbins studierte in London Komposition und dann in Leningrad bei Ilja Musin Dirigieren. 1988 gewann er beim Dirigentenwettbewerb in Leeds den ersten Platz. Danach dirigierte er die meisten bedeutenden Orchester Englands, aber auch das Symphonieorchester des Bayerischen Rundfunks, das Radiosinfonieorchester Berlin und das Finnische Radiosinfonieorchester.
Auch als Dirigent von Kammermusikensembles und Operndirigent machte sich Brabbins einen Namen. Er dirigierte u. a. an der Deutschen Oper Berlin Der Prinz von Homburg, Franz Schrekers Der ferne Klang an der Opera North, David Sawers From Morning to Midnight und Michael Tippetts Oratorium A Child of Our Time an der English National Opera, Dallapiccolas Volo di notte und Il prigioniero an der Frankfurter Oper (2004), Alexander Knaifels Alice in Wonderland an der De Nederlandse Opera und Péter Eötvös’ Tri Sestri an der Hamburger Staatsoper.
Von 1994 bis 2005 war er fester Gastdirigent des BBC Scottish Symphony Orchestra, seitdem ist er Künstlerischer Leiter des Cheltenham International Festival of Music. Daneben dirigierte er auch die London Sinfonietta, das Ensemble Modern und die Birmingham Contemporary Music Group und war 1999 bis 2004 Dirigent der Reihe Music of Today.
Zu seinem Repertoire zählen die großen Romantiker des 19. Jahrhunderts ebenso wie Edward Elgar, Benjamin Britten und William Walton. Vor allem hat er sich aber einen Namen als Spezialist für Neue Musik gemacht. Er führte u. a. Kompositionen von James Dillon, Jonathan Lloyd, James MacMillan, Minna Keal, Mark-Anthony Turnage, Michael Finnissy, Carsten Hennig und Harrison Birtwistle auf.
| Personendaten    | Personendaten       |
| ---------------- | ------------------- |
| NAME             | Brabbins, Martyn    |
| KURZBESCHREIBUNG | englischer Dirigent |
| GEBURTSDATUM     | 13. August 1959     |